# Odivelas Futebol Clube
El Odivelas Futebol Clube es un club de fútbol portugués de la ciudad de Odivelas. Fue fundado en 1939 y juega en la Tercera División de Portugal.